# Eulerkraft
Inom klassisk mekanik, är eulerkraften den tangentiellt riktade fiktiva kraft som uppträder som en reaktion på varje  vinkelacceleration. Denna reaktiva acceleration är euleraccelerationen (efter Leonhard Euler), också känd som azimutal acceleration eller som den transversella accelerationen. Den är, med andra ord, en acceleration som uppträder när en icke likformigt roterande referensram används för analys av rörelse och där det förekommer en variation i vinkelhastighet för referensramens axlar. Denna artikel behandlar endast referensramar som roterar kring en fix axel.
Eulerkraften är relaterad till euleraccelerationen genom F = ma, där a är euleraccelerationen och m är kroppens massa.

## Intuitivt exempel
Eulerkraften uppfattas av en person som åker med en karusell. När åkturen startar uppträder eulerkraften som den kraft som strävar att trycka ryttaren bakåt på hästen och när karusellen stannar, som den kraft som strävar att trycka föraren framåt mot hästens framdel. Eulerkraften är vinkelrät mot centrifugalkraften och ligger i rotationens plan.

## Matematisk beskrivning

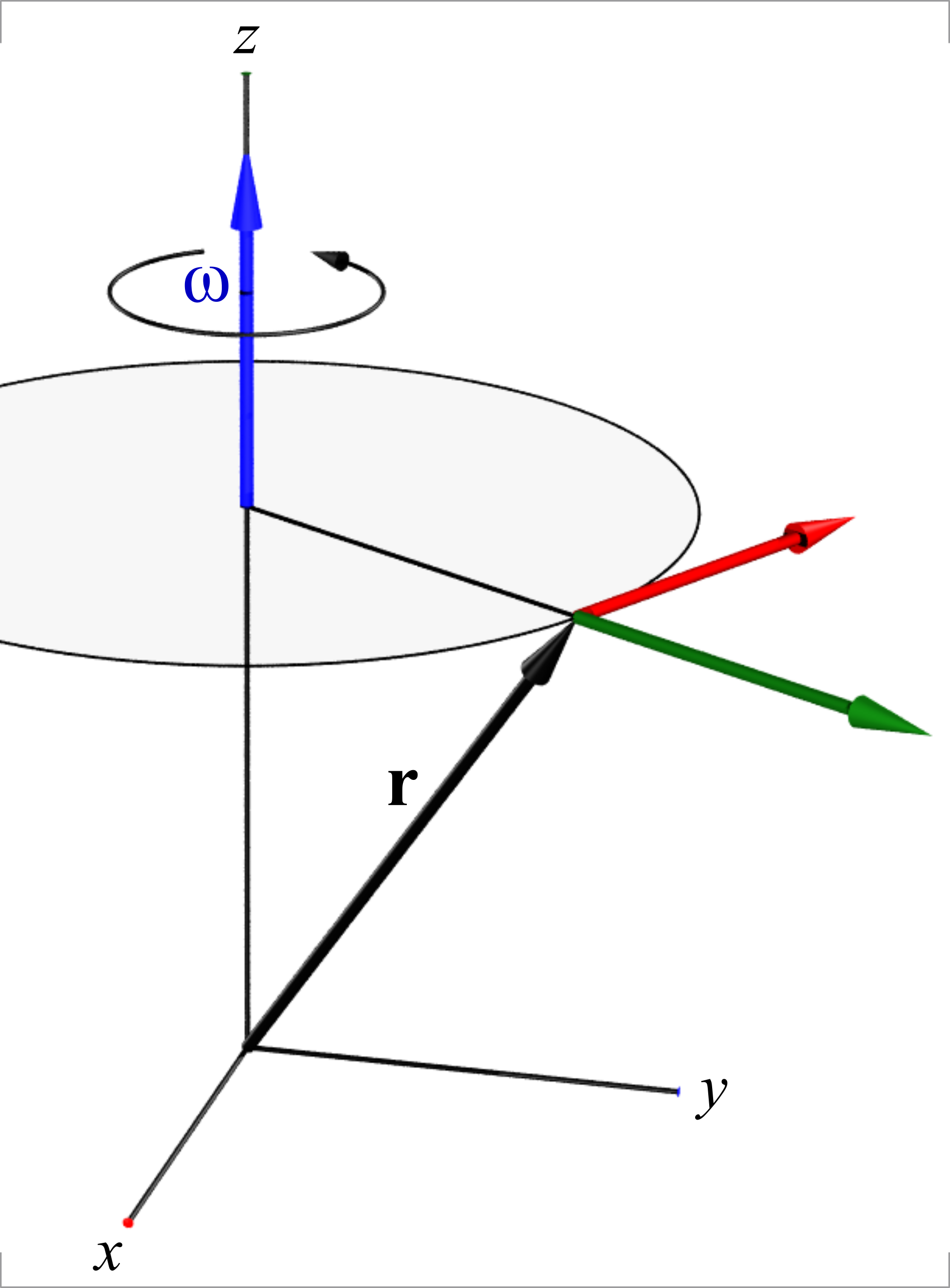
Eulerkraft (röd), centrifugalkraft (grön), ortsvektor (svart) och vinkelhastighet (blå)

Euleraccelerationens storlek och riktning ges av 
{\displaystyle \mathbf {a} _{\mathrm {euler} }=-{\frac {d{\boldsymbol {\omega }}}{dt}}\times \mathbf {r} }
där ω är den roterande referensramens vinkelhastighet och r är vektorpositionen för den punkt där vinkelaccelerationen mäts relativt rotationsaxeln. Eulerkraften på ett objekt med massan m är då
{\displaystyle \mathbf {F} _{\mathrm {euler} }=m\,\mathbf {a} _{\mathrm {euler} }=-m{\frac {d{\boldsymbol {\omega }}}{dt}}\times \mathbf {r} }